# Station Sparbu
Station Sparbu is een spoorwegstation in Sparbu in de  Noorse gemeente Steinkjer. Het station dateert uit 1905  toen Nordlandsbanen werd geopend tot aan Sunnan. Sparbu wordt bediend door lijn 26, de stoptrein tussen Steinkjer en Trondheim.